# Hokej na ledu na Zimskih olimpijskih igrah 1988
Hokej na ledu je bil na Zimskih olimpijskih igrah 1988 šestnajstič olimpijski šport. Hokejski olimpijski turnir je potekal med 13. in 28. februarjem 1988. Zlato medaljo je osvojila sovjetska reprezentanca, srebrno finska, bronasto pa švedska, v konkurenci dvanajstih reprezentanc.  

## Dobitniki medalj
| Zlato | Srebro | Bron |
| Sovjetska zvezaIlja Bjakin Igor Stelnov Vjačeslav Fetisov Aleksej Gusarov Aleksej Kasatonov Sergej Starikov Vjačeslav Bikov Sergej Jašin Valerij Kamenski Sergej Svetlov Aleksander Černih Andrej Homutov Vladimir Krutov Igor Larjonov Andrej Lomakin Sergej Makarov Aleksander Mogilni Anatolij Semjonov Aleksander Koževnikov Igor Kravčuk Vitalij Samojlov Sergej Milnikov Jevgenij Belošejkin | FinskaTimo Blomqvist Kari Eloranta Jyrki Lumme Jukka Virtanen Arto Ruotanen Reijo Ruotsalainen Simo Saarinen Kai Suikkanen Raimo Helminen Iiro Järvi Esa Keskinen Erkki Lehtonen Reijo Mikkolainen Janne Ojanen Timo Susi Pekka Tuomisto Teppo Numminen Jari Torkki Jukka Tammi Jarmo Myllys Kari Laitinen | ŠvedskaPeter Andersson Anders Eldebrink Lars Ivarsson Lars Karlsson Mats Kihlström Tommy Samuelsson Mikael Andersson Bo Berglund Jonas Bergqvist Peter Eriksson Michael Hjälm Mikael Johansson Lars Molin Lars Gunnar Pettersson Thomas Rundqvist Ulf Sandström Håkan Södergren Jens Öhling Thomas Eriksson Thom Eklund Peter Åslin Anders Bergman Peter Lindmark |

## Končni vrstni red
1. Sovjetska zveza
2. Finska
3. Švedska
4. Kanada
5. Zahodna Nemčija
6. Češkoslovaška
7. ZDA
8. Švica
9. Avstrija
10. Poljska
11. Francija
12. Norveška